# Militär-Fußball-Weltmeisterschaft der Frauen 2004
Das Turnier um die CISM Militär-Fußball-Weltmeisterschaft der Frauen 2004 (englisch 2nd Woman’s World Military Football Championship) wurde vom 27. Mai bis 6. Juni oder 28. Mai bis 5. Juni 2004 im Fort Eustis in Newport News, Virginia, Vereinigte Staaten ausgetragen. Es nahmen vier Mannschaften teil. Weltmeister wurde die Mannschaft der Niederlande.
Nach Zählung der Rec.Sport.Soccer Statistics Foundation (RSSSF) handelt es sich um die vierte Austragung. Nach eigener Zählung des Conseil International du Sport Militaire (CISM) war dies jedoch erst die zweite Austragung. Die Austragungen 2001 und 2003 werden dort nicht aufgeführt.
Über den Zeitraum des Turniers gibt es unterschiedliche Angaben, entweder 27. Mai bis 6. Juni oder 28. Mai bis 5. Juni 2004.
Das Turnier hatte vier Teilnehmer. Wie schon 2002 nahmen Deutschland, Kanada, die Vereinigten Staaten und die Niederlande teil.

## 1. Runde
Während die RSSSF keine Angaben zur ersten Runde macht, nennt das Jahrbuch 2004 der CISM immerhin Spielergebnisse, aber keine Gesamttabelle.
|             |   |             |     |
| USA         | – | Niederlande | 2:2 |
| Deutschland | – | Niederlande | 1:0 |
| Deutschland | – | Kanada      | 2:0 |
| USA         | – | Kanada      | 5:0 |

## Halbfinale
|             |   |        |           |
| Niederlande | – | USA    | 0:0 (4:2) |
| Deutschland | – | Kanada | 0:0 (3:0) |

Anmerkung: Es ist nicht klar, ob es sich bei den in Klammer gesetzten Ergebnissen, um das Ergebnis nach Verlängerung oder einem eventuellen Elfmeterschießen handelt, da dies aus dem Jahrbuch 2004 nicht hervorgeht.

## Spiel um Platz 3
|     |   |        |     |
| USA | – | Kanada | 3:1 |

## Finale
|             |   |             |     |
| Niederlande | – | Deutschland | 3:0 |